# Зоря (Пологівський район)
Зоря (до 1920 року — Романівка, Людвіґсталь, №18, до 2016 року — Карла Лібкнехта) — село в Україні, у Розівській селищній громаді Пологівського району Запорізької області. Населення становить 382 осіб. До 2018 орган місцевого самоврядування — Зорянська сільська рада.
Село тимчасово окуповане російськими військами 24 лютого 2022 року в ході російсько-української війни.

## Географія
Село Зоря знаходиться на відстані 2,5 км від села Новгород та за 3 км від села Святотроїцьке. Землі села межують із Волноваським районом Донецької області.

## Назва
Раніше мало назву Людвіґсталь, потім перейменоване в село Романівка. З 1918 року Карла Лібкнехта. З 2016 року Зоря.

## Історія
Село заснували в 1828 році 34 сім'ї німців-колоністів із Бадена, Ельзаса, Гессена та Вюртемберга. Центр Людвіґстальської волості.
У 1925—1939 роках село входило до складу Люксембурзького німецького національного району Маріупольської округи (з 1932 — Дніпропетровської області, з 1939 — Запорізької області).
12 червня 2020 року, відповідно до розпорядження Кабінету Міністрів України № 713-р «Про визначення адміністративних центрів та затвердження територій територіальних громад Запорізької області», увійшло до складу Розівської селищної громади.
19 липня 2020 року, в результаті адміністративно-територіальної реформи та ліквідації  Розівського району увійшло до складу Пологівського району.

## Економіка
- «Зоря», КХ.
- «Наталі».

## Об'єкти соціальної сфери
- Школа.

## Пам'ятки
- Поблизу села розташована ботанічна пам'ятка природи місцевого значення «Балка біля села Карла Лібкнехта»[5].